# José Borges Guedes
José Maria Borges Guedes (Porto, 1912) foi um médico neuropsiquiatra português e ativista pioneiro anti-taurino.

## Biografia
José Borges Guedes, nascido em 1912 e falecido na viragem do século, foi um médico neuropsiquiatra portuense do século XX. Formou-se no início da década de 40 na escola médica da Faculdade de Medicina da Universidade do Porto.

## Obra científica
Antigo diretor do Hospital de Magalhães Lemos e médico-coordenador responsável no Hospital Conde Ferreira, hoje Centro Hospitalar Conde Ferreira, propriedade da Santa Casa da Misericórdia do Porto, na cidade do Porto, desenvolveu trabalho clínico e de pesquisa nas áreas da neuropsiquiatria e psico-sociologia, além da coordenação e administração hospitalar.
Autor dos ensaios intitulados de "Conceito do Bem nas Relações dos Homens e nas Relações dos Povos" (Porto: Prometeu, 1951), Caracterologia Social - Ensaio (Porto: Livraria Lopes da Silva Editora, 1957) , Humanismo Vivencialista, Da Tirânia ao Êxtase, Homem: Monstro e Semideus - Ensaio para uma Psico-Sociologia, e A reacção biotipica - Publicação mensal consagrada à cultura das ciências médico-farmacêuticas de Setembro de 1958 .